# Гипотеза Нагаты
Гипотеза Нагаты — доказанная математическая гипотеза, согласно которой автоморфизм Нагаты полиномиального кольца {\displaystyle k[x,y,z]} является диким.
Выдвинута Масаёси Нагатой в 1972 году и доказана Иваном Шестаковым и его учеником Уалбаем Умирбаевым в 2004 году, за что соавторы получили премию Мура Американского математического общества в 2007 году.
Гипотеза формулируется для кольца многочленов {\displaystyle C=k[x_{1},x_{2},...,x_{n}]} от переменных {\displaystyle x_{1},x_{2},...,x_{n}} над полем {\displaystyle k}, и группы автоморфизмов {\displaystyle \mathrm {Aut} \ C} как алгебры над {\displaystyle k}. Автоморфизм {\displaystyle \tau \in \mathrm {Aut} \ C} называется элементарным, если он имеет вид:
{\displaystyle \tau :(x_{1},\ldots ,x_{i-1},x_{i},x_{i+1},\ldots ,x_{n})\rightarrow (x_{1},\ldots ,x_{i-1},\alpha x_{i}+f,x_{i+1},\ldots ,x_{n})},
где {\displaystyle 0\neq \alpha \in F,f\in F[x_{1},...,x_{i-1},x_{i+1},...,x_{n}]}. Подгруппа {\displaystyle \mathrm {Aut} \ C}, порождённая всеми элементарными автоморфизмами, называется ручной подгруппой, а элементы из этой подгруппы называются ручными автоморфизмами алгебры {\displaystyle C}. Автоморфизмы алгебры {\displaystyle C}, не являющиеся ручными, называются дикими.
Автоморфизмы колец многочленов и свободных ассоциативных алгебр от двух переменных являются ручными.
Автоморфизм Нагаты задаётся формулой:
{\displaystyle \phi (x,y,z)=(x-2\Delta y-\Delta ^{2}z,y+\Delta z,z)},
где {\displaystyle \Delta =xz+y^{2}} и этот автоморфизм является диким.
Если же {\displaystyle (a,b,c)=\phi (x,y,z)}, то {\displaystyle z=c} и {\displaystyle \Delta =b^{2}+ac}, здесь {\displaystyle y=b-\Delta c} и {\displaystyle x=a+2\Delta y+\Delta ^{2}z}.